# All (album de Yann Tiersen)
Pour les articles homonymes, voir ALL.
Albums de Yann Tiersen
EUSA
(2016) Portrait
(2019)
Singles
1. Koad
Sortie : 12 décembre 2018
2. Erc'h
Sortie : 1er avril 2019

ALL est le dixième album de l'auteur-compositeur et musicien français Yann Tiersen, sorti en février 2019 sur le label Mute Records.
« All » signifie « tout » en anglais et « autres » en breton, un double-sens qui peut évoquer une ouverture aux autres, et au monde entier.

## Liste des titres
| 1.    | Tempelhof    | 6:08 |
| 2.    | Koad         | 6:00 |
| 3.    | Erc’h        | 9:20 |
| 4.    | Usal Road    | 2:59 |
| 5.    | Pell         | 5:54 |
| 6.    | Bloavezhioù  | 4:58 |
| 7.    | Heol         | 6:32 |
| 8.    | Gwennilied   | 4:33 |
| 9.    | Aon          | 2:49 |
| 10.   | Prad         | 4:54 |
| 11.   | Beure Kentañ | 7:54 |
| 62:01 |              |      |

## Contexte et création
ALL est façonné par la nature, l’environnement, et a une approche écologique. Dans cet album, l’île d’Ouessant, située en Mer d'Iroise, tient une place très importante. Devenue la source d’inspiration de Yann Tiersen, c'est sur cette île qu'il installe son studio d’enregistrement l’Eskal, où il enregistre une bonne partie de l’album.
Les deux premiers morceaux de ALL sont sortis avant le reste de l’album, le 16 octobre 2018 pour Tempelhof et le 12 décembre 2018 pour Koad.

## Enregistrement
Toute la musique de ALL est composée et jouée par Yann Tiersen. Gareth Jones a collaboré avec lui en coproduisant l’album et en travaillant sur le mixage et les sons électroniques. Émilie Tiersen prête sa voix pour le chant mais intervient également en tant que narratrice.
ALL comprend beaucoup de field recordings, c’est-à-dire d’enregistrements sur le terrain, qui s'opposent à l'enregistrement en studio.
Le morceau Tempelhof est composé d’enregistrements de l’ancien aéroport de Berlin, Tempelhof,,, désaffecté puis transformé en espace vert et parc de loisirs. Il donne son nom au morceau. L’enregistrement est accompagné par une mélodie au piano.
Le deuxième titre, Koad, évoque une promenade en forêt, avec le chant des oiseaux. Il contient aussi des enregistrements du Schumacher College, une université britannique tournée vers l’écologisme.

## Invités et langues
ALL laisse beaucoup de place à la langue bretonne. Yann Tiersen et sa femme l’ont apprise pendant un an, et Émilie Tiersen chante en breton dans l'album.
Cependant, d'autres langues y apparaissent, et plusieurs invités chantent chacun dans sa propre langue :
- Koad est chanté en suédois par Anna Von Hausswolff ;
- Erc’h’ est chanté en féroïen par Ólavur Jákupsson ;
- Gwennilied est chanté en breton par Denez Prigent ;
- Gaëlle Kerrien participe également à cet album[10].

Toutes les paroles ont été choisies par les invités dans leur langue.

## Tournée
La sortie de ALL est suivie d’une tournée de concerts entre le 16 février et le 28 mai 2019, composée de 22 concerts en Europe (Bruxelles, Londres, Stockholm, Berlin, Paris, Rome…) et, à partir du 10 mai, de 3 concerts aux États-Unis (Los Angeles, Seattle et New York).